# Terremoto de Pedro Muñoz de 2007
El Terremoto de Pedro Muñoz de 2007 fue un sismo de magnitud 5,1 en la escala de Richter que se produjo a las 09:47 hora española el 12 de agosto de 2007 con epicentro en Pedro Muñoz —en la provincia de Ciudad Real en su confluencia con los términos municipales de las cercanas poblaciones de Tomelloso, Campo de Criptana, Socuéllamos y Arenales de San Gregorio—, a 106 km al noroeste de Albacete.
Según Emilio Carreño, director de la Red Sísmica Nacional: 
"Ha sido muy superficial, por eso se ha sentido ampliamente".
El portavoz del Instituto Geográfico Nacional comentó que se producen "de forma bastante habitual, uno o dos cada años".
No se produjeron daños personales. El único daño material de importancia del que se tiene constancia fue la cubierta del Teatro Municipal de Almagro, que resultó seriamente dañada.